# Christina Wennberg
Inga Christina Elisabeth Wennberg, gift Levi, född 11 maj 1963 i Biskopsgårdens församling i Göteborg, är en svensk före detta friidrottare (häcklöpning). Hon representerade först IFK Trelleborg och senare IFK Helsingborg. Hon utsågs år 1986 till Stor grabb/tjej nummer 362.